# Pouteria lucida
Pouteria lucida là một loài thực vật có hoa trong họ Hồng xiêm. Loài này được (H.J.Lam) Baehni miêu tả khoa học đầu tiên năm 1942.